# Margaret Cavendish

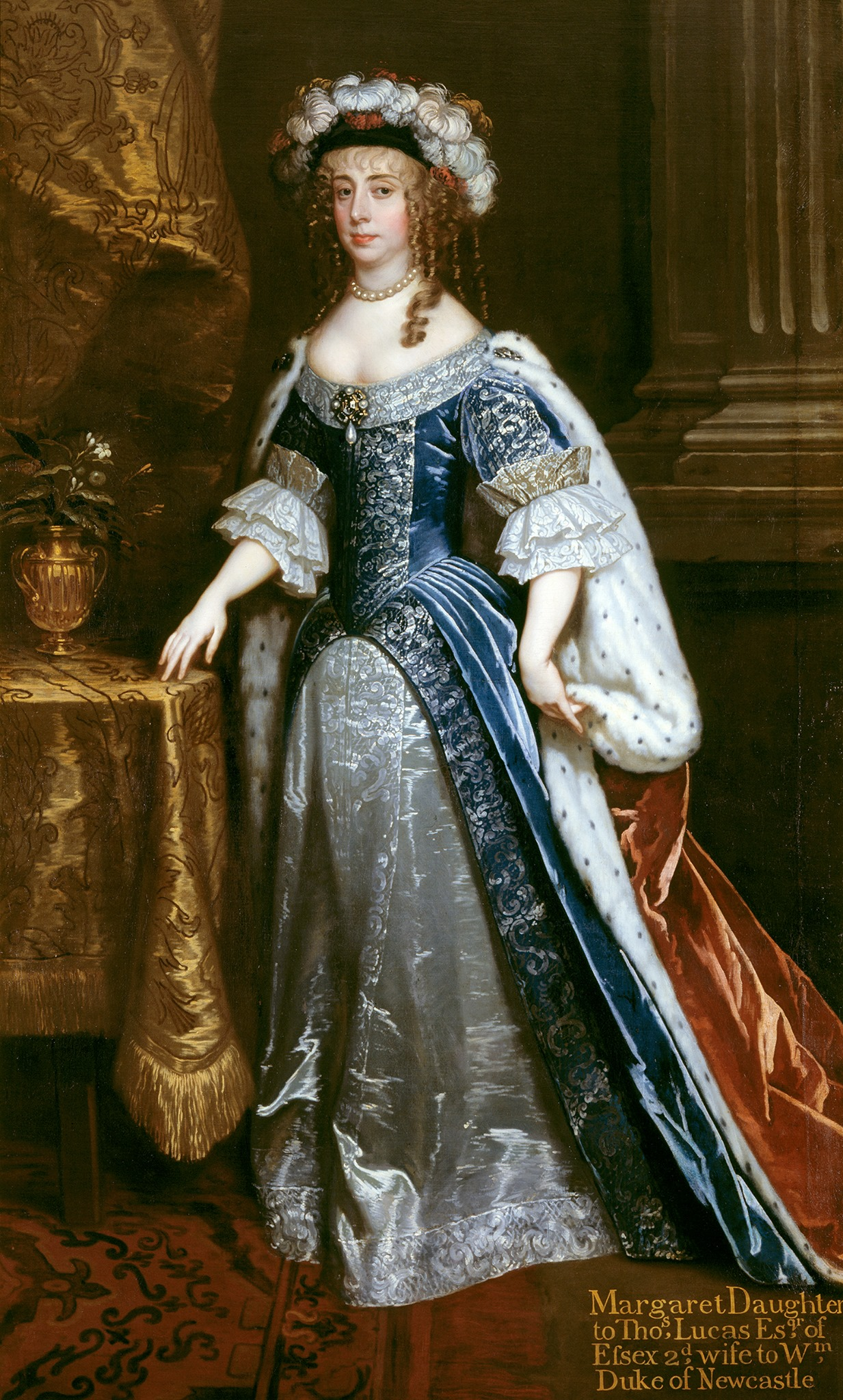
Margaret Cavendish, 1665.

Margaret Cavendish, född Lucas 1623 i Colchester i Essex, död 15 december 1673, var en engelsk hertiginna, författare, poet och filosof. Hennes skrifter och filosofiska verk anses vara viktiga av flera anledningar. En anledning är att hennes filosofi är en tidig version av den naturalism som man kan finna i nutida filosofi och vetenskap, en annan att hennes insikter är relevanta för nutida diskussioner om naturen och vad som är intelligens. Hon var ovanlig för sin tid eftersom hon publicerade sina verk under eget namn medan många andra kvinnliga författare var anonyma. Hon har blivit både kritiserad och hyllad för sina verk och har publicerat över ett dussin originalverk och om även de reviderade räknas med är det totala antalet publikationer tjugoen. Hennes verk The Blazing World från 1666 anses av vissa vara en av de första inom science fiction-genren och är en utopisk roman. 

## Biografi
Margaret Cavendishs föräldrar ägde inga titlar, men var förmögna och lät sin dotter få en privat skolning. 1642 skickades hon till Oxford, där hon blev en av drottning Henrietta Marias hovdamer och sedermera följde med drottningen i hennes exil till Paris. Väl i Paris mötte hon sin framtida make William Cavendish, Markis (och sedermera hertig) av Newcastle upon Tyne, och de gifte sig 1645. Margaret Cavendish umgicks med och påverkades av filosofer som Marin Mersenne, René Descartes och Thomas Hobbes under sin tid i exil i Paris.
Av sin samtid betraktades Margaret Cavendish som en excentrisk och extravagant person känd för sin ovanliga klädstil. Utöver detta bidrog hennes författarskap och hennes vilja att diskutera filosofi till att hon sågs ner på av sina intellektuella likar . Trots detta blev hon för sina publicerade verk inbjuden till möten med The Royal Society of London for Improving Natural Knowledge, trots högljudda protester från flera av de manliga medlemmarna, och blev därmed första kvinna att få delta vid sällskapets möten. Det skulle dock komma att dröja fram till år 1945 innan sällskapet ändrade sina stadgar så att kvinnor kunde bli fullvärdiga medlemmar.

## Filosofi
I sina skrifter kritiserade Cavendish cartesianismen och den mekanistiska filosofi som genomsyrade 1600-talet och räknas istället som en vitalistisk filosof som ej var övertygad om att alla naturfenomen kunde förklaras med hjälp av mekanik, utan anser att materia innehar en aktiv kraft och är tänkande. Hon ansåg också att allt i universumet är materiellt och inga aktioner av olika kroppar kan tillskrivas immateriella agenter såsom Gud och själar, eftersom alla kroppar har en egen möjlighet att göra allt på egen hand.
I ett av sina brev beskrev hon kvinnans situation som varande likt en burfågels. Hon var naturfilosofiskt inriktad och hade en materiell syn på världen. Cavendish var en tidig feminist som var mycket stolt över sitt vetenskapliga intresse och sin kunskap.
Cavendish argumenterar i episteln till läsaren i verket Observations upon Experimental Philosophy från 1666 att kvinnor och män till naturen är födda med samma intellektuella förmåga och att själva lärandet är artificiellt skapat. Skillnaden mellan kvinnors och mäns kunskap och intellekt menar hon främst beror på mäns större möjligheter att utbilda sig. I sina texter fokuserar hon främst på att föra fram sitt budskap tydligt till läsaren istället för att ha det inbakat i eleganta och filosofiska uttryck som är svåra att förstå för de mindre utbildade. Detta så att hennes texter och filosofier lättare skulle kunna nå ut till en större publik.